# (18284) Tsereteli
(18284) Tsereteli est un astéroïde de la ceinture principale aréocroiseur.

## Description
(18284) Tsereteli est un astéroïde aréocroiseur. Il présente une orbite caractérisée par un demi-grand axe de 2,21 UA, une excentricité de 0,25 et une inclinaison de 4,3° par rapport à l'écliptique.

## Compléments